# Andrzej Albrecht
Andrzej Albrecht (ur. 1930 w Łodzi, zm. 9 maja 2010) – polski pisarz.
W 1987 Czytelnik wydał jego zbiór opowiadań dla dzieci Nora zawierający 5 utworów (Barry, Czibi, Duna, Siedem kotów, Nora) poświęconych zwierzętom, z okładką i ilustracjami Stanisława Rozwadowskiego.